# Emil Richter (Kunstgärtner)
Johannes Emil (Emilio) Richter (* 3. April 1823 in Hamburg; † 11. Juli 1912 ebenda) war ein deutscher Kunstgärtner.

## Leben und Wirken
Emil Richter war der Sohn eines Kaffeemaklers aus Hamburg. Er absolvierte eine Berufsausbildung als Gärtner in seiner Heimatstadt und besuchte 1839 für kurze Zeit England und Frankreich, um dortige Gärten zu studieren. Anschließend ging er mit seinen Eltern nach Antwerpen, wo sein Vater, Eduard Richter, Arbeit gefunden hatte. Emil Richter zog weiter nach Brüssel an den Sitz des Grafen d’Oultremont und arbeitete dort für drei Jahre als Kunstgärtner. Ab 1843 gestaltete er mehrere Gartenanlagen in Rom. Um eine Arbeitserlaubnis erhalten zu können, wechselte er zuvor vom lutherischen zum katholischen Glauben. Richter begann mit Parkanlagen des Fürsten Torlonia. Im Unterschied zu Florenz und Mailand waren in Rom die von Richter gestalteten Englischen Landschaftsgärten zu dieser Zeit noch unbekannt. Während seit der Renaissance römische Gärten streng geometrisch gehalten waren und nur wenige unterschiedliche Pflanzen hatten, verwendete Richter exotische Gewächse, die die Adligen als Statussymbole ansahen.
Ab 1846 arbeitete Richter für den Marchese Campana, den Fürsten Piombino, den Marchese Patrizi, und, neben weiteren, der Familie Malatesta. Ab 1855 führte er in Rom eine Blumen- und Pflanzenausstellung ein, die jährlich stattfand. Die Regierung von Pius IX. verlieh ihm hierfür eine Verdienstmedaille. Richter züchtete selbst Blumen wie Belgische Indica-Azaleen, Anemonen und Dahlien, für die er mit zahlreichen Goldmedaillen ausgezeichnet wurde. 1856 rief Richter die erste Gartenbaugesellschaft Roms ins Leben.

## Der „Fall Deutschland“
König Viktor Emanuel II. machte Richter 1874 zum Generaldirektor der königlichen Parks und Villen. In dieser Position sollte er Anlagen an der heutigen Villa Ada-Savoia und der Villa Mirafiori, in der seine Mätresse Rosina di Mirafiori wohnte, gestalten. Richter finanzierte die Arbeiten privat und auf Kredit vor. Als zahlreiche Änderungswünsche und das Hochwasser des Tiber von 1875 zu stetig steigenden Ausgaben führten, forderte Richter den König auf, die Auslagen zu begleichen. Der zuständige Minister Giovanni Visone erklärte daraufhin, dass das Privatvermögen des Königs hierfür nicht ausreiche. Das brachte Richter in derart finanzielle Probleme, dass er seine Kunst- und Handelsgärtnerei veräußern musste. Richter verklagte den König auf Zahlung. Er gewann in erster, verlor aber in zweiter und dritter Instanz. Richter schrieb als Konsequenz aus dem verlorenen Prozess ein „Compendio“, das zu einem Eklat führte. Da Richter befürchten musste, aufgrund von Majestätsbeleidigung inhaftiert zu werden, floh er in seine Geburtsstadt. Wenngleich ihn die italienischen Richter wenig später freisprachen, versuchte Richter, unterstützt von den Brüdern Julius und August, Geld und Ansehen wiederzuerlangen. Luigi Salvini, italienischer Generalkonsul in Hamburg, kontaktierte Senator Ferdinand Kunhardt, der der Hamburger Polizei vorstand, Richter zu bespitzeln. Salvini schrieb entsprechende Briefe über dessen Vorgehen an die italienischen Behörden. Richter selbst verfasste eine Streitschrift, die er im Eigenverlag veröffentlichte. Somit wollte er die deutsche Öffentlichkeit auf seine Seite bringen.
Reichskanzler Otto von Bismarck und der Schriftsteller Hermann Grimm, ein Sohn von Wilhelm Grimm, setzten sich für Richter ein, was Italien Probleme bereitete. Der deutsche Botschafter in Italien, Robert von Keudell und Italiens Außenminister Pasquale Stanislao Mancini nahmen an, dass der Dreibund durch Richters Vorgehen negativ beeinflusst werden könnte. 1885 fassten sie den Entschluss, Richter keine weiteren Aktivitäten gegen den italienischen Hof zu ermöglichen. Bürgermeister Carl Friedrich Petersen verweigerte die Einbürgerung von Richters Sohn Antonio 1887 „aus politischen Gründen“; Richters Memoiren mit dem Titel „Fünfundvierzig Jahre meines Lebens in Rom“ durften 1888 nicht im Eigenverlag erscheinen. Der italienische Botschafter in Berlin, Edoardo de Launay, erhielt 1890 einen von 54 renommierte Bürgern unterschrieben Brief des Hamburger Bankdirektors Carl Serius, die sich für den Gärtner einsetzten. Da dieser aufgrund des Publikationsverbots jedoch keinen weiteren Druck auf die italienische Regierung ausüben konnte, erhielt er vom italienischen Außenministerium darauf keine Antwort. Das italienische Königshaus ließ ihm zeitlebens keine Entschädigung zukommen.
Die Auseinandersetzungen um Richters Streitschrift sind als „Fall Deutschland“ in der italienischen Rechtsgeschichte bekannt.

## Park in Hamburg
Da ihn sein Bruder Julius finanziell und öffentlich unterstützt hatte, gestaltete Richter in der zweiten Hälfte der 1880er Jahre einen Teil seiner Parkanlage, die heute Teil des Römischen Gartens ist. Dies ist der einzige Garten, den er in Deutschland anlegte.